# Mass Effect 2
Mass Effect 2 é um jogo eletrônico de RPG desenvolvido pela BioWare e publicado originalmente pela Microsoft Game Studios, sendo lançado exclusivamente para o Xbox 360 e Windows PC em 11 de Janeiro de 2010.
Posteriormente o título foi publicado pela Electronic Arts, sendo lançado para o PlayStation 3 em 21 de Janeiro de 2011. Foi o último título de uma parceria colaborativa entre Microsoft e BioWare, devido a este último ter sido adquirido pela editora Electronic Arts em 2009, se transformando em uma desenvolvedora multiplataforma.
O jogo é uma sequência de Mass Effect, e o segundo da série.
Após os acontecimentos do primeiro jogo, Commander Shepard é morto em uma emboscada por uma misteriosa espécie de alienígenas chamado Collectors. Shepard é revivido dois anos depois do ataque por um organização extremista humanitária chamada Cerberus, e tem a missão de conseguir mais informações sobre os Collectors e por que eles estão abduzindo colonizações humanas inteiras. Shepard precisa recrutar e ganhar a lealdade de um grupo de heróis para fazer o que parece ser uma missão suicida. Muitos elementos do primeiro jogo voltam e, ao mesmo tempo, diversos outros renovam a série.
Mass Effect 2 foi um sucesso entre a crítica mundial e nas vendas, tendo vendido mais de dois milhões de cópias no mundo inteiro em apenas uma semana depois do lançamento. De acordo com o GameRankings, é o terceiro melhor jogo já lançado para Xbox 360 e o décimo quarto melhor jogo de todos os tempos. O jogo conseguiu a marca de 30 notas máximas e tem uma média de 94 para PC e 96 para Xbox 360 no Metacritic.

## Jogabilidade
Mass Effect 2 tem uma jogabilidade que mistura elementos de RPG e Tiro em terceira pessoa. O jogador usa o(a) protagonista, Shepard, e tem um esquadrão com até dois membros do grupo, que são controlados pela IA. Durante o jogo, o jogador pode pausá-lo e escolher entre uma gama de armas ou bióticos(poderes parecidos com magias), para destruir os inimigos. O jogador pode, também, posicionar os membros do grupo de acordo com sua preferência, assim montando táticas de combate.
O jogo transcorre pela Via Láctea, sendo que Shepard e sua tripulação da Normandy podem viajar pelos sistemas solares e visitar qualquer planeta de cada uma delas. Cada um desses planetas tem uma quantidade de recursos X, que se dividem entre Palladium, Iridium, Platinum e Element Zero, esses recursos que podem ser explorados pela Normandy para serem utilizados em upgrades de todos os tipos. Durante o processo de exploração, o radar pode ou não detectar sinais de rádio em alguns planetas, dessa forma indicando que tem vida nele - e que Shepard pode fazer uma missão.

### Diferenças em relação ao primeiro jogo
Uma série de mudanças na mecânica do jogo como um shooter fizeram a diferença para que ele se torne mais fluido que o primeiro título da série. Em Mass Effect era utilizado um tipo de munição para cada arma, o que muda em Mass Effect 2, que usa apenas um tipo de munição para todas, ainda que seja necessária uma munição especial para armas pesadas. As armas agora não super-aquecem, o que deixa o jogador livre para atirar o quanto quiser. O Medi-Gel perdeu sua utilização para recuperar vida, sendo substituído por um sistema que recupera automaticamente a vida, a armadura e a barreira do personagem, agora sendo apenas usado para reviver seus companheiros do grupo.
Os personagens evoluíram não só graficamente, mas também tecnicamente. Em Mass Effect, Shepard tinha apenas vinte animações para cover, o que muda em Mass Effect 2, que tem mais de duzentas. Os mundos presentes no jogo são menores, porém muito mais detalhados do que no primeiro jogo, o que faz perder a sensação de estar passando pelo mesmo lugar diversas vezes, visto que em Mass Effect a quantidade de objetos era muito menor.

### Importando save-games
O diretor da BioWare, Casey Hudson, e o Cofundador da BioWare, Greg Zeschuk, assim como outros membros da equipe de desenvolvimento de Mass Effect 2, declararam que os jogadores devem manter seus jogos salvos de Mass Effect, pois as decisões feitas pelo jogador em relação ao nível de Paragon e Renegade terão influências no andamento da sequência. Para salvar o jogo em Mass Effect a fim de ser utilizado em Mass Effect 2, o jogador deve esperar até os créditos acabarem, pois o auto-save do jogo só roda após o término destes.
Apesar de importar o save, o jogador ainda pode trocar a classe e a aparência de Shepard.
Já foi divulgado pela BioWare que, em Mass Effect 3, este sistema também será utilizado, dando caminho para até mil finais alternativos.

### Morte de Shepard
O Shepard pode morrer durante a missão final, não será possível retornar, pois se isso acontecer não será devido a algum motivo especial aleatório, ou de surpresa. Um jogador que morre nela fez isso porque a quis fazer o mais rápido possível, dessa maneira não conseguindo vencê-la. Da mesma forma, essa missão suicida pode acabar com todos os membros do grupo sobrevivendo, ou todos os membros mortos, ou um meio termo (alguns morrem, outros sobrevivem).

## Enredo

### História
Predefinição:Cronologia Mass Effect
A história de Mass Effect 2 ocorre de maneira não-linear, ou seja, o jogador pode escolher quais missões priorizar e quais missões não fazer. Além disso, alguns elementos da história podem variar muito dependendo das ações do jogador em Mass Effect.
Mass Effect 2 começa em 2183, semanas depois dos acontecimentos de Mass Effect. Commander Shepard e a tripulação da nave Normandy estão patrulhando algumas partes da galáxia afim de encontrar quaisquer sobreviventes da raça robótica Geth, quando são atacados por uma nave desconhecida. Essa nave acaba danificando muito a estrutura da Normandy e a tripulação é forçada a abandoná-la. Porém, o piloto, Joker, tenta ficar na nave, o que força Shepard a ir pessoalmente até o cockpit e convencê-lo a evacuar a nave. Ao chegar perto das naves de fuga, os inimigos atiram mais uma vez, o que faz Shepard jogar Joker para dentro de uma delas e não conseguir entrar junto, assim morrendo junto a nave.
O corpo de Shepard é recuperado pela Cerberus, um grupo extremista humanitário, e é revivido pelo Lazarus Project, dando oportunidade ao jogador de customizar a aparência e a personalidade dele. Shepard acorda numa estação espacial da Cerberus, durante um ataque inimigo, e consegue escapar com dois agentes da organização, Jacob Taylor e Miranda Lawson, que contam que ele tinha sido morto há dois anos, desde a destruição da Normandy. Shepard fala com o Illusive Man, comandante da Cerberus, que explica que ele tinha sido revivido e "melhorado", para que ele investigue e combata um novo problema: o fato de diversas colonizações humanas estarem sendo abduzidas. Illusive Man diz que acha que deve ser um problema relacionado aos antigos inimigos de Shepard: os Reapers, que estão trabalhando com uma raça chamada The Collectors.
A partir daí, Shepard, Miranda e Jacob são mandados pela Cerberus para investigar estes fatos e montar um time, com personagens que ajudarão no desenvolvimento do game. Enquanto Shepard recruta estas pessoas, aparecem novas missões chamadas "Loyalty Quests" ou "Missões de Lealdade", que são missões onde Shepard poderá ajudar os personagens com seus problemas pessoais. Uma vez que estas missões são feitas, cada personagem fica com o moral mais alto, assim ajudando mais na missão final do jogo.

### Personagens
- Commander Shepard (Mark Meer ou Jennifer Hale) - O protagonista da série, Shepard é morto durante a cutscene inicial do jogo, e é ressuscitado pela Cerberus. Shepard é mandado em uma missão para caçar os Collectors, que estão abduzindo colônias de seres humanos.
- The Illusive Man (Martin Sheen)- O misterioso líder da Cerberus,The Illusive Man é responsável por fundar o Lazarus Project. Pouco se sabe sobre o Illusive Man, exceto que ele é, aparentemente, muito saudável. Ele se alia a Shepard, guiando-o durante o jogo.
- Grunt (Steven Blum) - Um protótipo de super-soldado Krogan, ele foi criado e programado por um líder Krogan, Okeer, com o objetivo de ser o mais "perfeito" exemplo da espécie Krogan. Entretanto, ele não tem um clã e tem pouco conhecimento sobre os costumes e tradições dos Krogan, deixando-o sem nenhum instinto para a luta. A sua Loyalty Quest tem a ver com a visita do planeta natal dos Krogan, Tuchanka, e ganhar a aceitação entre a sociedade Krogan. Se Urdnot Wrex sobreviver no primeiro jogo, ele oferecerá a Grunt um lugar no Clã Urdnot.
- Dr. Mordin Solus (Michael Beattie) - Um brilhante cientista Salarian e ao mesmo tempo um competente soldado, pelo fato de ter sido membro das Forças Especiais dos Salarian(Salarian Special Tasks Group), Mordin Solus é achado em Omega e tem uma personalidade hiperativa e excêntrica. Em sua Loyalty Quest, Mordin vai a Tuchanka para parar o desenvolvimento de uma cura do Genophage, um vírus que ameaça o desenvolvimento dos Krogan.
- Samara (Maggie Baird) - Uma "Justicar" da raça asari, Samara é membra de uma ordem monárquica muito temida e respeitada. Ela renegou sua família e bens para lutar pela justiça. Sua Loyalty Mission consiste em perseguir sua filha, Morinth, que tem uma condição genética que a faz matar seus amantes. Durante o confronto entre as duas, você pode escolhar entre Samara e sua filha para fazer parte do grupo.
- Jacob Taylor (Adam Lazarre-White) - Jacob Taylor é um ex-soldado da Aliança com habilidade bióticas. Ele se tornou membro da Cerberus por causa de sua falta de burocracia, pois acredita que prejudica a capacidade da humanidade de se desenvolver. Em sua Loyalty Quest, Shepard investiga os destroços do "Gernsback", uma espaçonave onde seu pai pode estar vivo(ao contrário do que ele pensava). Ele pode ser um par amoroso de Shepard, se for uma mulher.
- Miranda Lawson (Yvonne Strahovski) - Genéticamente modificada por seu pai para ser uma agente perfeita, Miranda Lawson é a agente mais superior a bordo da Normandy depois de Shepard. Em sua Loyalty Mission o jogador precisa resgatar a irmã de Miranda de seu pai, que é genéticamente idêntica à Miranda, porém mais nova. Ela pode ser um par amoroso de Shepard, se for homem.
- Thane Krios (Keythe Farley) - Um assassino da raça drell que, aos poucos, está morrendo de uma doença no pulmão que é exclusiva de sua espécie, Thane Krios entra no grupo afim de dar um propósito à sua vida e deixar para trás as ações que cometeu no passado. Além de ser um assassino muito experiente, ele também possui poderes bióticos à curta distância. Em sua Loyalty Mission, Shepard ajuda Thane a encontrar seu filho e fazê-lo desistir de se tornar um assassino, assim como ele. Pode ser um par romântico de Shepard, se for mulher.
- Jack/Subject Zero (Courtenay Taylor) - O produto de um experimento da Cerberus para aumentar a capacidade humana em relação a bióticos, Jack tenta enterrar suas memórias de torturas que passou quando esteve em cativeiro. Por isso, tem um comportamento agressivo e rude. Sua Loyalty Mission envolve ir até o lugar onde ela foi torturada quando criança, em Teltin, e destruí-lo com uma bomba. Pode ser um par romântico de Shepard, se for homem.
- Tali'Zorah vas Neema/Normandy (Liz Sroka) - Tali'Zorah vas Neema retorna à Normandy depois que um estudo científico dá horrivelmente errado e seu grupo é morto pelos geth. Ela se junta a Shepard após ele resgatá-la de um ataque geth. Em sua Loyalty Mission, Tali é acusada de traição por um fato que não foi ela quem cometeu, e sim seu pai. Ela pode ser um par amoroso de Shepard, se homem.
- Garrus Vakarian (Brandon Keener) - Após a destruição da Normandy, Garrus Vakarian foi até a estação espacial de Omega, que é cheia de grupos criminosos, e formou um esquadração para sabotar esses grupos. Quando Shepard o encontra Garrus é tudo que sobrou, preso em sua base e com diversas investidas dos grupos de mercenárias. Em sua Loyalty Mission, Garrus e Shepard perseguem Sidonis, um ex-membro do esquadrão de Garrus, que os traiu. Ele pode ser um par amoroso de Shepard, se mulher.
- Legion (D.C. Douglas) - Durante uma missão, Shepard encontra um geth sozinho que fala com ele, o primeiro de sua raça a fazer isso. Esse geth ajuda Shepard, eliminando diversos inimigos e fazendo com que Shepard acesse o núcleo da nave, mas é derrubado e desligado após algum tempo. Shepard leva o geth até a Normandy, e tem a opção de reativá-lo ou de mandá-lo para a Cerberus para pesquisa. Como um Geth não é uma pessoa individual(ele se conecta com outros seres de sua espécie para trocar informações a todo tempo), ele se identifica simplesmente como Geth, até EDI decidir o seu nome: Legion, que provém do Livro de Marcos, do Novo Testamento.
- Dr. Liara T'Soni é uma Asari pesquisadora que passou os últimos 50 anos de sua vida estudando Prothean tecnologia e cultura, especializando-se na extinção Prothean. Ela nasceu em 2077, tendo apenas 106 anos, pouco mais do que uma criança em termos Asari.

Ela tem uma grande visão sobre a Protheans e é uma biótica altamente treinada. Ela pode ser um par amoroso de Shepard.
- Zaeed Massani (Robin Sachs) - acessível apenas por DLC. Zaeed Massani é considerado o mais cruel e eficiênte caçador de recompensas da galáxia. Ele entra para a tripulação da Normandy por meio de um pagamento do The Illusive Man. Zaeed é o co-fundador da Blue Suns, uma organização de mercenários, e foi traído pelo seu parceiro há vinte anos.
- Kasumi Goto (Kym Lane) - A maior ladra da galáxia, Kasumi Goto se junta à Shepard com uma condição: Shepard teria que ajudá-la a roubar o "graybox" - um Disco Rígido que pertenceu ao seu ex-amante. Ela é a segunda personagem liberada através de download(DLC), e é vendida separadamente por US$7.

## Desenvolvimento
O CEO da Eletronic Arts, John Riccitiello, confirmou durante uma conferência com investidores que Mass Effect 2 será lançado no dia 26 de janeiro de 2010 em "múltiplas plataformas".
No dia 2 de março de 2009, a BioWare e a Electronic Arts anunciaram uma nova equipe de desenvolvimento para Mass Effect 2, que trabalharão no estúdio EA Montreal. O objetivo do novo grupo era ajudar no desenvolvido de Mass Effect 2, já que metade dele já tinha trabalhado em Mass Effect. O co-fundador e CEO da BioWare, Ray Muzyka, disse que o grupo estava "realmente feliz com isso, e nós achamos que é uma grande oportunidade de utilizar o talento em Montreal enquanto completamos nossos grupos existentes em Edmonton e Austin, que estão desenvolvendo coisas ótimos e todos os outros projetos da BioWare."
As versões de PC e Xbox 360 tem dois discos. Apesar de ter sido préviamente anunciado como tendo apenas uma troca de disco no Xbox 360, a BioWare, mais tarde, revelou que uma segunda troca de disco seria feito durante os níveis finais do jogo. Na versão de PS3, por conta da capacidade do Blu-Ray, só é necessário apenas um disco.
Para usuários de Windows, os dois discos serão necessários para a instalação do jogo, mas apenas o primeiro disco será necessário para jogar. Seguindo o exemplo de Dragon Age: Origins, a versão de PC de Mass Effect 2 não usa a proteção digital SecuROM, optando apenas por um processo padrão de checagem.
A versão de Playstation 3 usa a mesma engine que os programadores estão usando para Mass Effect 3, o que não acontece com a versão de Windows e Xbox 360.
Por causa do fato de que o primeiro jogo da série, Mass Effect, não foi lançado para PS3, a BioWare, em colaboração com a Dark Horse Comics, criou um HQ interativo chamado Mass Effect Genesis. Genesis permitirá aos jogadores entender a história do primeiro jogo e fazer seis decisões-chave do jogo original que afetarão a jogabilidade de ME2. Genesis será disponível como DLC pela Cerberus Network para as três plataformas.

## Áudio
Mass Effect 2 contém 90 dubladores que interpretam 546 personagens e falam aproximadamente vinte e cinco mil linhas de diálogo. Mark Meer, o dublador homem de Commander Shepard, disse que a quantidade de áudio falado seria tão extenso que seria mais ou menos duas vezes maior do que foi no primeiro jogo.
Mass Effect 2 utiliza um sistema de diálogos em que, ao contrário de Dragon Age: Origins, o personagem principal tem voz e fala qualquer diálogo que o jogador escolher. No jogo, Shepard pode falar com centenas de pessoas, tendo falas que só podem ser utilizadas por personagens bons e outras que só podem por personagens maus. As falas neutras podem ser escolhidas por qualquer jogador, bom ou mau. Apesar disso, uma fala neutra pode dar mais ou menos nível de bondade ou maldade que a outra.